# Cazzo
Cazzo (pl.: Cazzi) ist ein im umgangssprachlichen Italienisch weit verbreiteter und in vielen abgeleiteten Formen gebrauchter Vulgärausdruck für Penis, im Deutschen mit dem Ausdruck Schwanz vergleichbar.

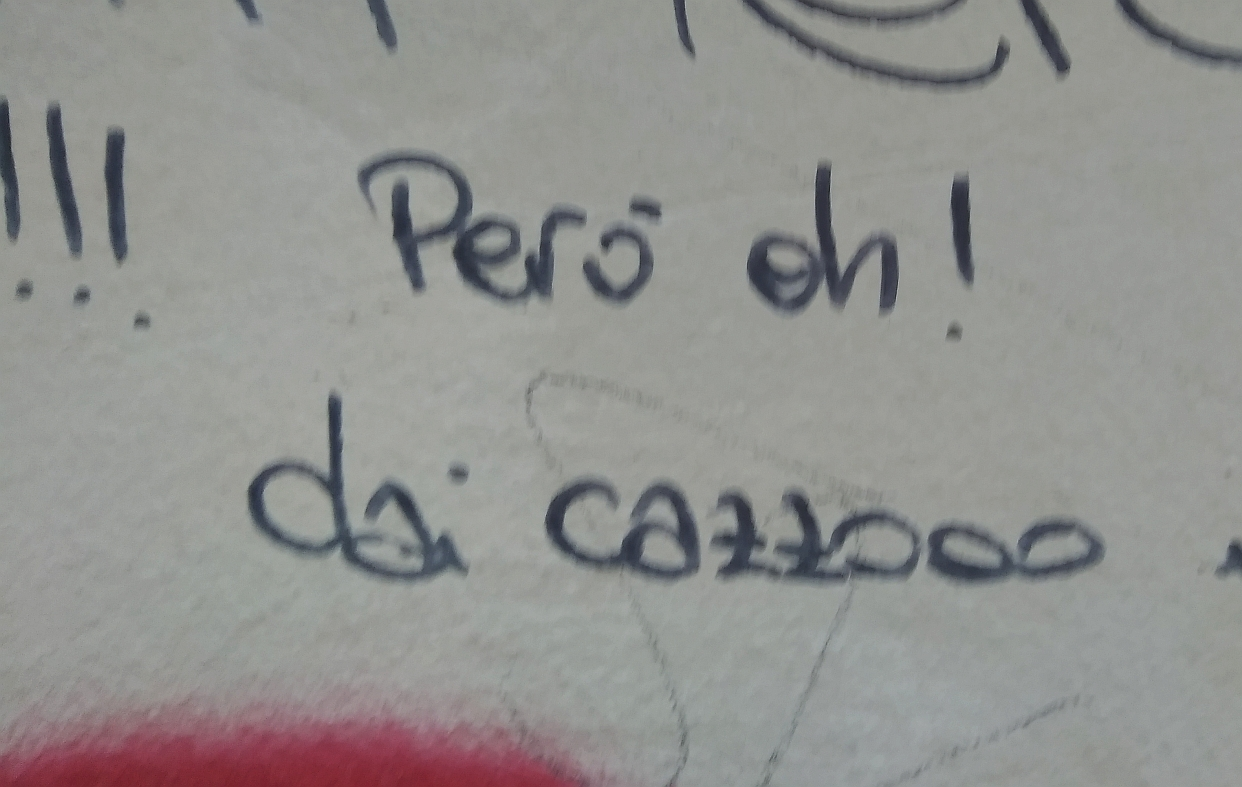
!!! Però oh! dai cazzooo (Graffito in Turin)

Der Begriff, üblicherweise mit einem Ausrufezeichen versehen, wird oft als Ausdruck der Überraschung, der starken Emotion in einem Gespräch benutzt. Vergleichbar im Deutschen wäre das Wort „Scheiße!“ bzw. das Englische „fuck!“ (das in italienischen Übersetzungen englischer Filme auch mit „cazzo!“ übersetzt wird). Obwohl diese Verwendung als vulgär angesehen wird, ist sie dennoch weit verbreitet und wird von allen Schichten benutzt.

## Etymologie
Die Herkunft des Begriffes, der bereits während der Renaissance verwendet wurde, ist umstritten. Den vorherrschenden Theorien zufolge ist er entweder eine Kontraktion des Wortes capezzo (vom lateinischen capitium), im Deutschen „kleiner Chef“, oder vom lateinischen cassus (Schiffsmast) abgeleitet, in Anspielung auf die Form des erigierten Penis.

## Abgeleitete Begriffe
Es existieren eine Unzahl abgeleiteter Begriffe, welche zum Teil auch nur regional verwendet werden. Viele dieser Ausdrücke haben eine weniger vulgäre Konnotation und werden von vielen Personen in der informellen Unterhaltung verwendet (z. B. „incazzarsi“).
Beispiele:
- cazzata: eine komplett sinnlose, dumme Aktion oder Emotion, dt. „Schwachsinn“
- incazzarsi: „sich (stark) aufregen“, verbunden mit einem gewissen Kontrollverlust
- Che cazzo vuoi?: derbere Version von „che cosa vuoi?“ (was willst Du?) – im deutschen in etwa „was zur Hölle willst du?“
- Che cazzo dici?: im Deutschen etwa „was erzählst du für einen Scheiß?“
- cazzi tuoi / miei: meine / deine Angelegenheiten – Die Aussage „sono cazzi tuoi“ könnte man in etwa mit „das ist Deine verdammte Angelegenheit“ übersetzen
- testa di cazzo: Synonym für „Arschloch“, also eine Person, die sich bewusst ungehörig benimmt.
- Che cazzo fai?: ähnlich dem Deutschen „Was machst du für 'ne Scheiße?“
- Mi dispiace, ma io so’ io e voi non siete un cazzo!: in Italien berühmter und häufig zitierter Ausspruch des 'Marchese del Grillo' im gleichnamigen Film mit Alberto Sordi von 1981, sinngemäß „Weil ich eben ich bin und Ihr weniger als nichts seid!“

## Verwendung in Literatur und Film
Das literarische Werk, welches am engsten mit dem Begriff cazzo korreliert ist, ist das im römischen Dialekt geschriebene Sonett Er padre de li santi von Gioacchino Belli aus dem Jahr 1832. Hier wird eine lange Liste verschiedener Synonyme und Umschreibungen des Begriffes gegeben.
Cazzo Film ist der Name einer Produktionsfirma schwuler Pornos aus Berlin.

## Zitate
„Vada a bordo, cazzo!“ („Gehen Sie zurück an Bord, Sie Arsch!“): Emotionale Aufforderung von Gregorio De Falco, dem Kapitän der Küstenwache von Livorno, an Francesco Schettino, Kapitän der havarierten Costa Concordia, auf sein Schiff zurückzukehren, um die Rettung der Passagiere und Besatzungsmitglieder zu leiten. Das Zitat wurde nach dem Unglück so populär, dass es bald auf T-Shirts abgedruckt und auf politische Sachverhalte übertragen wurde.